# Octasphales
Octasphales is een geslacht van vlinders van de familie sikkelmotten (Oecophoridae), uit de onderfamilie Oecophorinae.

## Soorten
- O. charitopa Meyrick, 1886
- O. chorderes Meyrick, 1902
- O. eubrocha Turner, 1917
- O. niphadosticha Meyrick, 1930
- O. stellifera Meyrick, 1914
- O. technicopa Meyrick, 1920